# 정하모
정하모(1939년 ~ )는 대한민국의 정치인이다. 제31대 단양군수를 역임했다.

## 역대 선거 결과
|  | 27.01% |

|  | 34.54% |